# Hector Denis

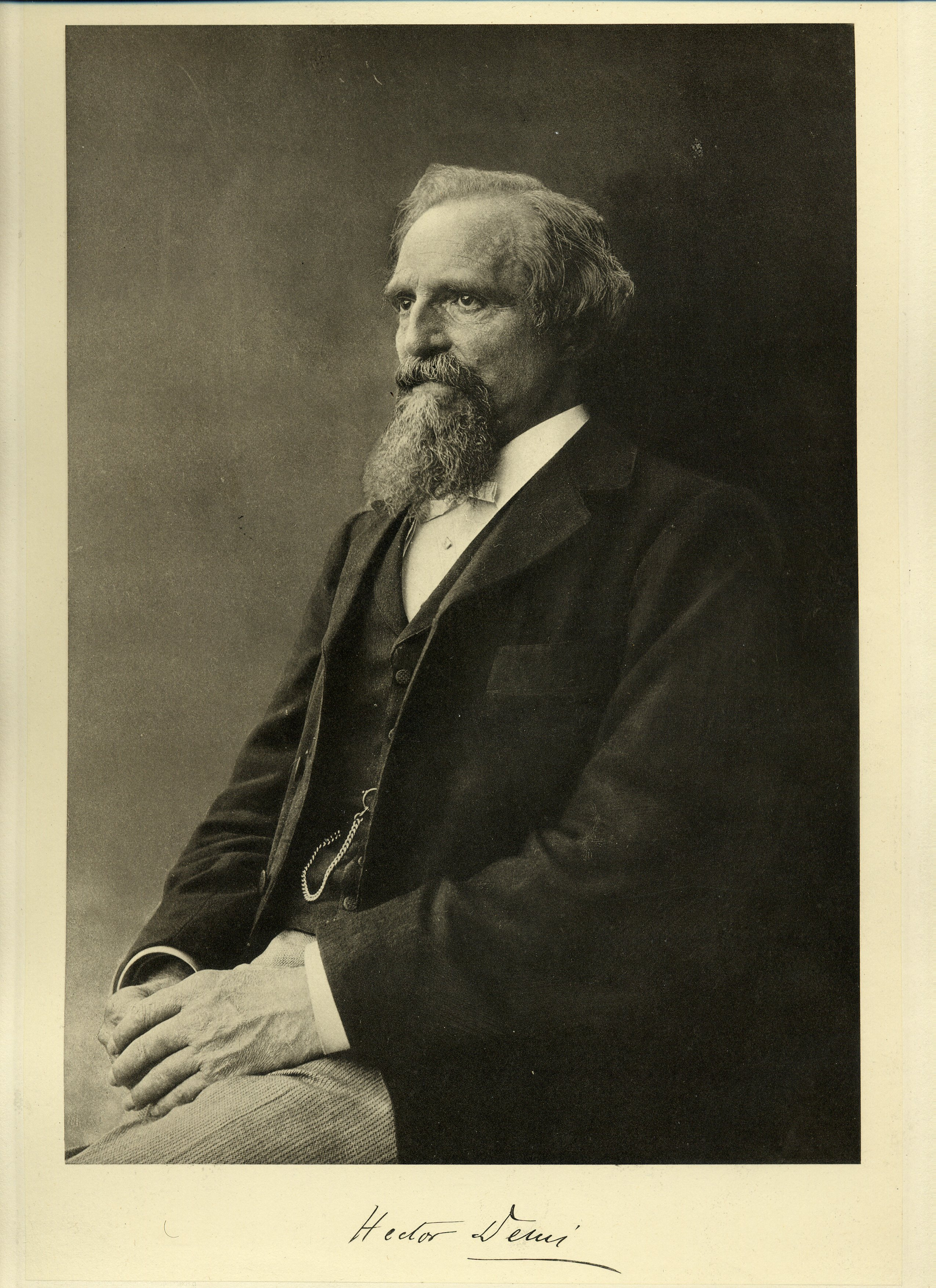
Hector Denis.

Hector Denis, född 29 april 1842 i Braine-le-Comte, död 10 maj 1913 i Bryssel, var en belgisk politiker.
Denis studerade juridik och historia samt blev professor i juridik i Bryssel 1883. Han var till en början radikal,  deltog livligt i den politiska diskussionen och kom efterhand att tillhöra socialdemokratins högerflygel. Trots att han inte var någon egentlig marxist tillhörde från 1894 till sin död deputeradekammaren som representant för Belgiska Arbetarepartiet, vald från Liège.